# Formosa (Goiás)
Formosa es un municipio brasileño del estado de Goiás. Su población estimada en 2018 es de 119 506 habitantes, según el Instituto Brasileño de Geografía y Estadística (IBGE).

## Historia
Formosa surgió a mediados del siglo XVIII, cuando Goiás pertenecía a la capitanía de São Paulo. Debido al movimiento de personas en esas tierras, en febrero de 1736 por orden del rey de Portugal, se estableció la estación fiscal de registro Lagoa Feia, con el fin de controlar la recaudación de impuestos de bienes que pasaban, especialmente el oro. Un tiempo después, otro registro fue instalado a unos 90 km de donde se encuentra la actual ciudad de Formosa.
En cuanto al registro de la Laguna Fea, el territorio fue ocupado por moradores del Arraial de Santo Antônio do Itiquira, situado en el valle del Paraná, que abandonaron su poblado, considerado insalubre debido a las "fiebres" que asolaban a sus habitantes (no se sabe si malaria o malaria otra enfermedad). Con miedo de la enfermedad, troperos y comerciantes que venían de Bahía y Minas Gerais acampaban en la región donde hoy está localizada Formosa, evitando el Arraial de Santo Antônio do Itiquira.

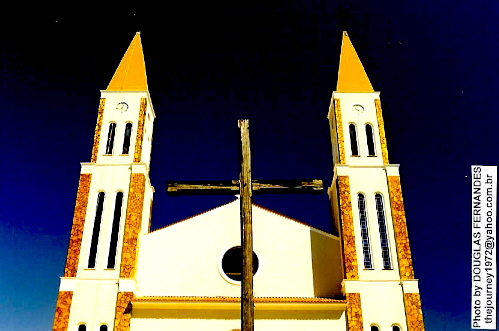
Catedral de Formosa.

El nuevo pueblo fue bautizado como Arraial dos Couros. El origen del nombre es controvertido. Algunos dicen que el nombre es un homenaje a los viajeros que acampaban en el lugar en las tiendas de cuero que traían para comercializar. Sin embargo, Luiz Cruls, jefe de la Comisión Exploradora del Planalto Central, creada en 1892 por la naciente República del Brasil con el objetivo de demarcar la futura capital federal, indica que el nombre antiguo de Formosa se daba posiblemente por la cantidad de cuero de animales silvestres comercializada por sus habitantes. Los viajeros europeos, como Auguste de Saint-Hilarie y Emanuel Pohl, que cruzaron la provincia de Goiás en la primera mitad del siglo XIX, indicaron el gran comercio de cuero por la comarca de Santa Luzia, actual Luziânia, a la que el Arraial dos Couros estaba subordinado.
El 22 de agosto de 1838, se creó el municipio con el nombre de Vila Formosa da Imperatriz. Posteriormente fue cambiado a Formosa.

## Clima
Según la clasificación climática de Köppen, el municipio se encuentra en el clima tropical seco Aw.
Según datos del Instituto Nacional de Meteorología (INMET), referentes al período de 1961 a 1967 y a partir de 1974, la temperatura más baja registrada en Formosa fue de 3,9 °C el 18 de julio de 1975, y la mayor alcanzó los 39 °C el 30 de noviembre de 1961. El mayor acumulado de precipitación en 24 horas fue de 124,6 milímetros (mm) el 1 de febrero de 1992. Otros acumulados igual o superiores a 100 mm fueron 110,3 mm el 17 de diciembre de 2008, 108,6 mm el 18 de noviembre de 2012, 105,8 mm el 24 de diciembre de 1985, 105,6 mm el 2 de diciembre de 2004, 104,6 mm el 8 de marzo de 2018, y 101 mm en los días 24 de noviembre de 1978 y 27 de noviembre de 2011. Diciembre de 1989 fue el mes de mayor precipitación, con 677,7 mm.

## Transporte
El municipio sería una de las terminales del proyectado Tren Brasilia-Luziânia.

## Turismo
La ciudad de Formosa es reconocida por los practicantes de vuelo a vela como uno de los mejores lugares de Brasil para practicar este deporte. Los vuelos cross country son posibles durante casi todo el año. De agosto a octubre es la temporada de vuelos de larga distancia, en general superiores a 500.000 km.

## Deporte
- Bosque Formosa Esporte Clube